# Пироговский сельсовет (Витебская область)
Пироговский сельсовет (бел. Піраго́ўскі сельсаве́т) — административная единица на территории Дубровенского района Витебской области Беларуси. Административный центр — деревня Пироги.

## Состав
Пироговский сельсовет включает 19 населённых пунктов:
- Андрияново — деревня.
- Брюховцы — деревня.
- Буда — агрогородок.
- Голяши — деревня.
- Жабыки — деревня.
- Копти — деревня.
- Лобаны — деревня.
- Лопыри — деревня.
- Макаровка — деревня.
- Мордахи — деревня.
- Осиновка — деревня.
- Пироги — деревня.
- Стражево — деревня.
- Ступаки — деревня.
- Теолин — деревня.
- Хлюстино — деревня.
- Чижовка — деревня.
- Шалашино — деревня.
- Якубово — агрогородок.

Упразднённые населенные пункты:
- Шабаны